# Альт-Буков
Альт-Буков (нем. Alt Bukow) — община в Германии, районный центр, ганзейский город, расположен в земле Мекленбург-Передняя Померания.
Входит в состав района Бад-Доберан. Подчиняется управлению Нойбуков-Зальцхаф. Население составляет 547 человек (на 31 декабря 2010 года). Занимает площадь 15,13 км².